# 서밋 엔터테인먼트
서밋 엔터테인먼트 유한책임회사(Summit Entertainment LLC)는 미국의 영화 배급·제작사이다.

## 같이 보기
- 라이언스게이트